# البلاذري
أبو الحسن، وقيل أبو بكر، أحمد بن يحيى بن جابر بن داود البَلَاذُرِيُّ (ت 892م = 279 هـ) مؤرخ وراوية نسابة وشاعر، مسلم ، عرف بكتابيه فتوح البلدان وأنساب الأشراف . انتقل بين بلاد الشام والعراق، وعمل في بلاط الخلفاء العباسيين. ولم يوثق بين علماء الجرح والتعديل

## البلاذري مع المتوكل
يعدّ البلاذري من رجال البلاط العباسي، اتصل بالمأمون ومدحه ثم اتصل بالمتوكل على الله (232-247هـ) وأصبح من ندمائه، ويقال إن المتوكل لم يكن يهنأ له طعام إلا بحضوره، وتقرَّب من المستعين بالله (248-251هـ) الذي كان يصله بصلات جليلة حتى لا يحتاج إلى شيء من أمر دنياه، وحظي كذلك عند المعتز بالله (251-255هـ) وأصبح من ثـقاته، ولذا عهد إليه بتربية ولده عبد الله.

## البلاذري بعد المتوكل
بدأ مجد البلاذري بالزوال بعد وفاة المعتز بالله، فاعتزل الناس وجفا القصور، وكان عهد الخليفة العباسي المعتمد (256-279هـ) أشد عهود حياته سوءاً وحاجة وفقراً، فقد نفد ماله وأدركته الحاجة وركبته الديون، فكان يطلب الرزق من أبواب الوزراء، فيُعطى مرة ويُمنع مَرَّات، فلا يجد ما يعبّر به عن ألمه وعجزه ونقمته وأنفته إلا الهجاء، وقد حفظ ياقوت بعض أهاجي البلاذري في هؤلاء الوزراء وغيرهم من الكتاب، ولعلَّ هذه الأهاجي هي التي جعلت المصادر تذكر أنه كان هجَّاء واقعاً في الأعراض.

## موت البلاذري
توفي البلاذري في أواخر أيام الخليفة العباسي المعتمد، وقيل إنه وسوس في آخر عمره لأنه شرب البلاذر فأفسد عقله،[بحاجة لمصدر] وقال النديم إنه شرب البلاذُر (وهو نبات ثمره شبيه بنوى التمر) وعلى غير معرفة فلحقه ما لحقه وشُدَّ في البيمارستان حتى مات، ولهذا قيل له البلاذري، وقيل إن الذي شرب البلاذر جدّه جابر، وهو الأرجح لأن أحمد بن يحيى كان يقال له البلاذري منذ أيام المتوكل، وقد ذكر الجهشياري جده بلقب البلاذري.

## مؤلفاته
1. كتاب فتوح البلدان.
2. كتاب أنساب الأشراف.
3. كتاب البلدان الصغير.
4. كتاب البلدان الكبير.
5. كتاب عهد أردشير.